# 希塞里亚
希塞里亚（法語：Chisséria，法語發音：[ʃiseʁja]）是法国汝拉省的一个旧市镇，位于该省南部，属于隆斯勒索涅区。2018年1月1日，希塞里亚并入市镇阿兰托。

## 地理
希塞里亚（46°22'46"N, 5°33'47"E）面积7.25 平方千米，位于法国勃艮第-弗朗什-孔泰大區汝拉省，该省份为法国东部内陆省份，北起上索恩省，西北接科多尔省，西临索恩-卢瓦尔省，南至安省，东与杜省和瑞士接壤。
与希塞里亚接壤的市镇（或旧市镇、城区）包括：阿兰托、瓦卢斯河畔拉旺、塞济亚、圣伊姆蒂耶尔、瓦卢斯河畔瓦尔凡、韦斯克勒。

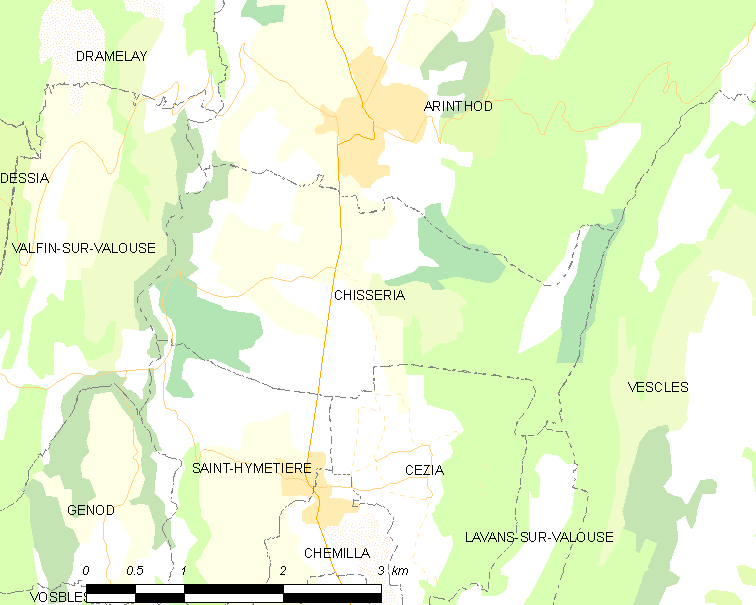
希塞里亚的OSM定位图

希塞里亚的时区为UTC+01:00、UTC+02:00（夏令时）。

## 行政
希塞里亚的邮政编码为39240，INSEE市镇编码为39148。

## 政治
希塞里亚所属的省级选区为穆瓦朗昂蒙塔涅县。

## 人口

1962-2008年间希塞里亚人口变化图示

希塞里亚于2015时的人口数量为72人。